# Ninja Burger
Ninja Burger är ett amerikanskt kortspel, humoristiskt rollspel m.m. från 2003 tillverkat av Steve Jackson Games.

## Spelkoncept
All deltagare antar rollen som en ninja och nästan som i ett traditionellt rollspel har varje karaktär olika färdighetsvärden som gör dem unika. Tillsammans utgör man personalen på en hamburgerrestaurang och i varje runda får alla varsitt leveransuppdrag med en eller flera svårigheter. Varje svårighet är kopplad till en färdighet (till exempel klättra, slåss, kundservice) och för att övervinna ett hinder ska man med de tre sexsidiga tärningar slå under ens färdighetsvärde. Andra spelare får lägga sig i uppdraget genom att lägga på fler hinder eller sponsra med utrustning som kan hjälpa. Klarar man sitt uppdrag får man heder och ibland bonus i form av till exempel pengar eller föremål. Om man misslyckas med sitt uppdrag förlorar man heder. Förutom heder har man pengar som delas ut varje runda i lön och för dess kan man köpa hjälpmedel som permanent eller tillfälligt ökar chansen att klara olika färdighetsslag. Målet med spelet är att bli manager vilket man kan bli på tre olika sätt:
- Gruppens totala heder är så låg att den nuvarande managern måste gå och be sina förfäder om ursäkt.
- Gruppens totala heder är så hög att managern blir befordrad.
- Ninjan med högst heder är så överlägsen att han erbjuds bli manager för en ny hamburgerrestaurang.